# Электроклуб
«Электроклуб» — советская и российская электропоп-группа середины-конца 80-х и начала 90-х годов.

## История

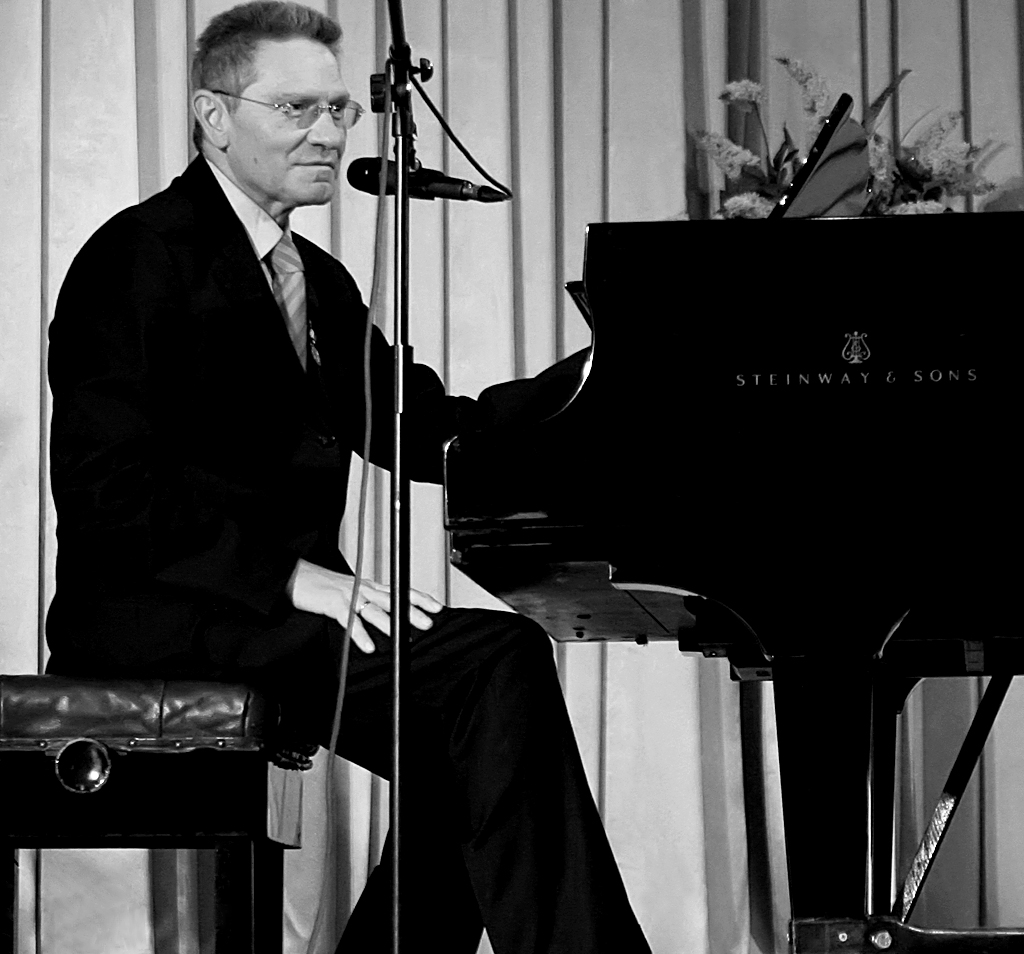
Давид Тухманов. 2007

Группа «Электроклуб» существовала с 1985 по 1993 год. Музыкальный руководитель — Владимир Дубовицкий. Художественный руководитель — Давид Тухманов. Группа была создана на основе ансамбля «Огни Москвы» Оскара Фельцмана, в котором работали музыканты исходного состава и солистка Ирина Аллегрова, до этого уже много лет работавшая на сцене.
В 1986 году из группы Людмилы Сенчиной приходит певец, композитор и аранжировщик Игорь Тальков. Его можно считать идеологом группы и автором музыкальной концепции. Особую популярность принесла песня «Чистые пруды». В 1987 году за песню Талькова «Три письма» группа была удостоена премии эстрадного конкурса «Золотой камертон», а также получила возможность записать свои песни на пластинку.
После выхода первой пластинки Игорь Тальков покинул группу, и тогда Тухманов решил забрать солиста из группы «Форум». Так и случилось в 1987 году, тогда же группа засела за запись нового альбома "Фото на память", и в ноябре процесс уже шёл полным ходом. Магнитоальбом строился в основном на Викторе Салтыкове (из 9 песен 7 были в его исполнении, две исполняла Ирина Аллегрова). Альбом пользовался огромной популярностью. Из группы «Форум» пришли Лазарь Анастасиади, Александр Назаров, Виктор Салтыков, Александр Дроник.
Неожиданно для многих, из состава выбыла солистка Раиса Саед-Шах, пришедшая из группы «Монитор» Владимира Мигули. Для неё Тухманов написал песни «Гуси-гуси», «Маленькая зима», «Баллада о ледяном доме», также была известна песня Талькова «Телеграфистка», но в записи эти вещи не сохранились. Есть версия, что Дубовицкий с Аллегровой специально отчислили певицу, чтобы не терять выгодные позиции.
Основой репертуара являлись песни Давида Тухманова, однако в репертуаре присутствовали и отдельные песни других авторов, в частности, солиста группы — Игоря Талькова и композитора Игоря Николаева. Это разночтение и привело к тому, что, несмотря на бешеную популярность, группа теряла интерес публики. Ирина Аллегрова с трудом доработала до середины 1990 года, после чего с Игорем Николаевым начала сольную карьеру (с супругом В.Дубовицким в итоге рассталась в 1992 году). К тому времени уже вышла пластинка «Электроклуб-2».
В 1990 году Виктор Салтыков покинул группу, вернувшись в Санкт-Петербург к своей большой любви — Ирине Салтыковой, а гитарист Владимир Кулаковский создал свою группу «Купе». Группа же вместе с Назаровым выпустила один альбом «Белая пантера» и сняла несколько клипов, но особой популярности не снискала и после октябрьских событий 1993 года распалась. После отъезда Д. Тухманова в ФРГ, с 1991 года руководителем группы стал аранжировщик Александр Назаров, который записал несколько сольных альбомов, а в 1999 году группа была возрождена вместе с Салтыковым и Василием Савченко. Любопытно, что сохранились записи отборочных туров музыкального телефестиваля «Песня-93», на которых музыканты выступают с композицией «Жизнь — дорога» с альбома «Верни мне прошлое, скрипач!» под вывеской группы «Электроклуб».
Позднее Назаров пытался реанимировать состав в женском варианте, но эта идея осталась незамеченной.

## Участие группы на фестивале «Песня года»
- 1986 — Ирина Аллегрова — Старое зеркало
- 1988 — Ирина Аллегрова — Тёмная лошадка (отборочный тур), Виктор Салтыков — Ты замуж за него не выходи
- 1989 — Ирина Аллегрова — Игрушка, Виктор Салтыков — Я тебя не прощу
- 1990 — Ирина Аллегрова — Мой ласковый и нежный зверь, Виктор Салтыков — Маменькина дочка
- 1993 — Александр Назаров — Жизнь — дорога[7]
- 1999 — Виктор Салтыков — Кони в яблоках

## Участники группы
- Владимир Дубовицкий (1986—1990) — бас-гитара (1986—1987), клавишные (1987—1989), музыкальный руководитель (1986—1989), художественный руководитель (1990)
- Ирина Аллегрова (1986—1990) — вокал
- Игорь Тальков (1986—1987) — вокал, аранжировки
- Михаил Палей (1986—1988) — клавишные
- Александр Левич (1986—1987) — гитара
- Илья Гольдфарб (1986—1987) — клавишные
- Дмитрий Матюхин (1986—1987) — ударные
- Раиса Саед-Шах (1986) — вокал
- Владимир Самошин (1986) — вокал
- Виктор Салтыков (1987—1990) — вокал
- Александр Назаров (1987—1993) — бас-гитара, аранжировки, музыкальный руководитель (1990—1993), вокал (1991—1993)
- Владимир Кулаковский (1987—1990) — гитара
- Александр Дроник (1987—1990) — ударные
- Василий Савченко (1989—1991) — вокал (1990—1991), клавишные
- Александр Пимонов (1990—1991) — вокал
- Павел Назаров (1990—1991) — ударные

## Альбомы
- 1986 — День рождения (EP)
- 1987 — Давид Тухманов, группа «Электроклуб» (LP)
- 1987 — Фото на память (MC)
- 1989 — Электроклуб-2 (LP)
- 1990 — Игрушка (МС)
- 1991 — Маменькина дочка (МС)
- 1993 — Белая пантера (LP) (запись 1991 г.)

## Награды
- 1987 — вторая премия конкурса «Золотой камертон».
- 1988 — лучшие песни согласно общесоюзному хит-параду ТАСС «Музыкальный Олимп»: «Ты замуж за него не выходи» (4 место), «Кони в яблоках» (8 место).
- 1989 — второе место в списке лучших групп согласно опросу читателей газеты «Московский комсомолец» (в рубрике «Звуковая дорожка»)[8].

## Клипография
- Нервы, нервы, нервы («Новогодний огонёк», 31.12.1986)[9]
- Старое зеркало (Песня года 1986)
- Видеотека («Утренняя почта», весна 1987)[10]
- Ты замуж за него не выходи («Новогодний огонёк», 1987)[11]
- Тёмная лошадка («Новогодний огонёк», 1987)[12]
- Синяя роза (1987)[13]
- Дай мне слово («Утренняя почта», 1988)[14]
- Кони в яблоках («Утренняя почта», 1988)[15]
- Remember Moscow (1988)[16]
- Схожу с ума («Взгляд», 1989)[17]
- Последнее свидание («Утренняя почта», 1989)[18]
- Ворожея («Утренняя почта», 1989)[19]
- Игрушка (1989)[20]
- Глупый мальчишка (1989)[21]
- Я тебя не прощу (1989)[22]
- Эх, ты, эх, я… (1989)[23]
- Маменькина дочка («Песня года», 1990)[24]
- Белая пантера (1991)[25]
- Школьница (1991)[26]
- Садовая скамейка (1991)[27]
- Ну, что же ты (1991)[28]
- Незаметная девчонка (1991)[29]
- Верни мне прошлое, скрипач (1992)[30]
- Танечка-Танюша («Утренняя звезда», 1993)[31]
- Дело в шляпе («50/50»)[32]
- Полчаса («50/50»)[33]
- Дальняя дорога (Ночь-распутница)[34]
- Научи меня любить[35]